# Oldřich John
Oldřich John (20. února 1907 Chořelice – 2. srpna 1961 Praha) byl český a československý politik, meziválečný starosta Prostějova, poválečný poslanec Prozatímního a Ústavodárného Národního shromáždění a Národního shromáždění ČSR za Československou sociální demokracii, po roce 1948 vysoký funkcionář Komunistické strany Československa.

## Biografie
Vystudoval reálné gymnázium v Kyjově a v Litovli. Od roku 1920 navštěvoval reálné gymnázium v Košicích, kde složil maturitu. Pak absolvoval studium práv na Univerzitě Karlově a na Masarykově univerzitě. V roce 1929 promoval. Bydlel v Prostějově, kde měl advokátní kancelář. Angažoval se v sociální demokracii, jejímž členem byl od roku 1930. Byl jejím okresním důvěrníkem, pak členem krajského a ústředního výboru. V roce 1937 se stal starostou Prostějova, tehdy jako nejmladší starosta v republice (ve věku 30 let). Za druhé republiky přestoupil do nově ustavené Národní strany práce. Na nátlak pravice (Strana národní jednoty) v lednu 1939 rezignoval na starostenskou funkci. 1. září 1939 byl zatčen a vězněn v koncentračních táborech Dachau a Buchenwald. Pak byl propuštěn, ale v roce 1944 znovu zatčen a krátce vězněn v Kounicových kolejích v Brně.
Po osvobození se okamžitě zapojil do veřejného života a přebíral moc do československých rukou v Prostějově. V roce 1945 byl krátce předsedou MNV v Prostějově, později se stal jeho místopředsedou. Byl rovněž krajským předsedou sociální demokracie v Olomouckém kraji a členem představenstva strany. V letech 1945–1946 byl poslancem Prozatímního Národního shromáždění za ČSSD. V parlamentních volbách v roce 1946 se za sociální demokraty stal poslancem Ústavodárného Národního shromáždění, v němž působil jako místopředseda. Byl předsedou ústavního výboru a aktivně se podílel na vypracování návrhu nové ústavy Československé republiky z roku 1948. V srpnu 1947 byl reprezentantem ústavněprávního výboru parlamentu na jednání se slovenskou politickou reprezentaci v Luhačovicích, kde se dojednávala podoba státoprávního uspořádání česko-slovenských vztahů v rámci ČSR. Byl předsedou komise pro přípravu nové ústavy. Již tehdy je popisován jako stoupenec levého křídla v ČSSD.
Během únorového převratu v roce 1948 patřil k frakci loajální vůči KSČ, která v sociálně demokratické straně převzala moc. Ve volbách do Národního shromáždění roku 1948 byl zvolen poslancem Národního shromáždění za sociální demokraty ve volebním kraji Olomouc. V červnu 1948 po splynutí ČSSD a KSČ přešel do poslaneckého klubu komunistů. V září 1948 se stal předsedou Komise pro očistu veřejného života, která se podílela na omezování politické opozice. V Národním shromáždění setrval do voleb v roce 1954. V letech 1948–1953 byl předsedou Národního shromáždění (v září 1953 v důsledku kampaně proti sociáldemokratismu na předsednickou funkci vynuceně rezignoval).
Po sloučení ČSSD s komunisty zastával vysoké stranické funkce v KSČ. Okamžitě po sloučení byl 27. června 1948 kooptován za člena Ústředního výboru Komunistické strany Československa. V této funkci ho pak potvrdil i IX. sjezd KSČ. Na členství v ÚV rezignoval v září 1953. V období červen 1948 – září 1953 byl zároveň členem předsednictva ÚV KSČ. Zemřel roku 1961. V roce 1968 mu byl in memoriam udělen Řád Klementa Gottwalda.